# Lac Manytch-Goudilo
Le lac Manytch-Goudilo (russe : Ма́ныч-Гуди́ло) est un lac de barrage salé situé en Kalmoukie en Russie. 

## Géographie
Une partie du lac se trouve aussi dans l'Oblast de Rostov et le Kraï de Stavropol. Sa superficie est de 344 km2 et sa profondeur moyenne est de 0,6 m.
Il est le tributaire du Manytch qui se jette dans la mer d'Azov par le cours du Don.